# 로스엔젤레스 고등학교

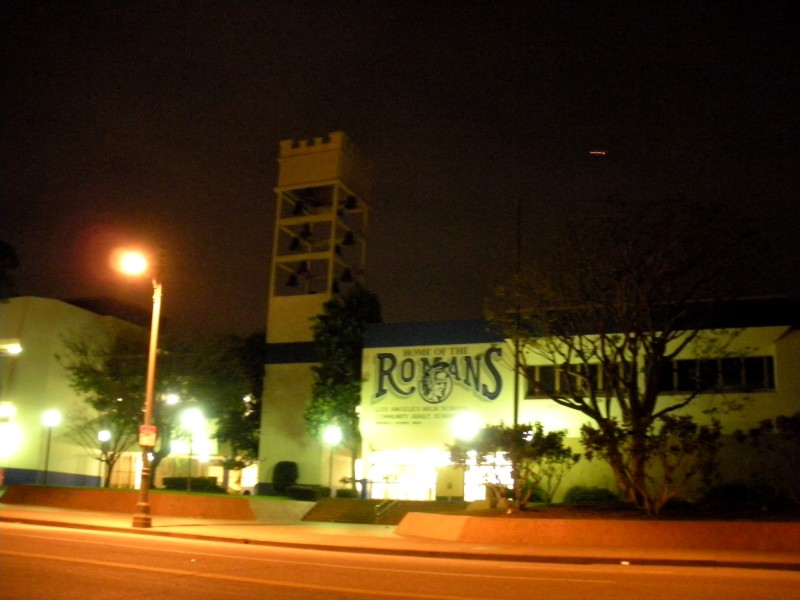
로스앤젤레스 고등학교

로스앤젤레스 고등학교(영어: Los Angeles High School)는 미국 캘리포니아주 로스앤젤레스에 위치한 공립고등학교이다. 로스앤젤레스 통합 교육구에 속한다.
로스앤젤레스 고등학교는 9학년부터 12학년까지이며, 2,000여명의 학생이 재학중이다.

## 학생
2001년 기준으로 모든 학생의 75%는 히스패닉 또는 라틴계이다. 14%는 아프리카계이며, 7%는 아시아계이다.